# Orphinus fasciatus
Orphinus fasciatus là một loài bọ cánh cứng trong họ Dermestidae. Loài này được Matsumura & Yokoyama miêu tả khoa học năm 1928.